# Parque nacional Pico Bonito
Pico Bonito es una montaña que se encuentra en el municipio de El Porvenir y cerca de la ciudad costera de La Ceiba en Honduras. Tiene una altura de 2,435 metros. Desde el 1 de enero de 1987 fue establecido como un parque natural protegido. Tiene una área de 564.30 kilómetros cuadrados.
El área de influencia de la Cordillera Nombre de Dios, donde se encuentra la montaña "Pico Bonito" abarca los municipios de Jutiapa, La Ceiba, El Porvenir, San Francisco, La Masica, Esparta, Arizona  y Tela, dentro del departamento de Atlántida, así como el pueblo del Arenal y el municipio de Olanchito en el departamento de Yoro.
Es un principal centro de atracción turística.